# Episodi di House of the Dragon (prima stagione)
La prima stagione della serie televisiva House of the Dragon, composta da dieci episodi, è stata trasmessa sul canale statunitense HBO dal 21 agosto al 23 ottobre 2022.
In Italia, la stagione è andata in onda in prima visione in lingua italiana sul canale satellitare Sky Atlantic dal 29 agosto al 31 ottobre 2022. È stata trasmessa in lingua originale sottotitolata in italiano dal 22 agosto al 24 ottobre 2022, in simulcast con HBO.

Sigla della prima stagione

| nº | Titolo originale           | Titolo italiano            | Prima TV USA      | Prima TV Italia   |
| -- | -------------------------- | -------------------------- | ----------------- | ----------------- |
| 1  | The Heirs of the Dragon    | Gli eredi del drago        | 21 agosto 2022    | 29 agosto 2022    |
| 2  | The Rogue Prince           | Il principe canaglia       | 28 agosto 2022    | 5 settembre 2022  |
| 3  | Second of His Name         | Secondo del suo nome       | 4 settembre 2022  | 12 settembre 2022 |
| 4  | King of the Narrow Sea     | Re del Mare Stretto        | 11 settembre 2022 | 19 settembre 2022 |
| 5  | We Light the Way           | Noi illuminiamo la via     | 18 settembre 2022 | 26 settembre 2022 |
| 6  | The Princess and the Queen | La principessa e la regina | 25 settembre 2022 | 3 ottobre 2022    |
| 7  | Driftmark                  | Driftmark                  | 2 ottobre 2022    | 10 ottobre 2022   |
| 8  | The Lord of the Tides      | Il lord delle maree        | 9 ottobre 2022    | 17 ottobre 2022   |
| 9  | The Green Council          | Il concilio Verde          | 16 ottobre 2022   | 24 ottobre 2022   |
| 10 | The Black Queen            | La regina Nera             | 23 ottobre 2022   | 31 ottobre 2022   |

## Gli eredi del drago
- Titolo originale: The Heirs of the Dragon
- Diretto da: Miguel Sapochnik
- Scritto da: Ryan Condal

### Trama
Prologo (ad Harrenhal)
Nel 101 D.C., re Jaehaerys I Targaryen convoca un Gran Concilio nel castello in rovina di Harrenhal, a cui partecipano tutti i più importanti lord dei Sette Regni, per stabilire la sua successione ed evitare una guerra civile, essendo morti entrambi i suoi figli maschi e avendo egli un gran numero di discendenti, dopo 60 anni di regno. Delle varie pretese, ne vengono prese in considerazione solo due: quella della principessa Rhaenys Targaryen, la più anziana nipote di re Jaehaerys e unica figlia del suo primogenito, Aemon Targaryen, e quella del principe Viserys Targaryen, il più anziano nipote maschio del re e primo figlio del suo secondogenito, Baelon Targaryen. Il voto dei lord stabilisce che sarà Viserys a regnare alla morte di suo nonno Jaehaerys, secondo l'antica usanza andala di preferire l'erede maschio alla femmina. Rhaenys accetta l'esito del Gran Concilio, ma i suoi sostenitori continueranno, anche molti anni dopo, a riferirsi a lei come la “Regina che non fu”. 
Approdo del Re, diversi anni dopo
 Re Viserys regna ormai da nove anni e presenta strani sintomi di una malattia sconosciuta, che gli provoca alcune piaghe purulente sul dorso, che si rimarginano con grande difficoltà; sua moglie e cugina, la regina Aemma Arryn, è incinta di quello che il re è sicuro sarà un figlio maschio, per via di un sogno premonitore in cui ha visto sé stesso porre il proprio figlio sul Trono di Spade, con in testa la corona di Aegon il Conquistatore (il primo Targaryen a regnare su Westeros). Malgrado le cinque gravidanze avute dalla regina, infatti, dei figli della coppia reale è sopravvissuta solo la principessa Rhaenyra Targaryen, ormai adolescente e in grado di cavalcare il suo drago, Syrax.
Durante una riunione del Concilio Ristretto, lord Otto Hightower, fratello minore del signore di Vecchia Città e Primo Cavaliere del re, insiste perché il principe Daemon Targaryen, nuovo comandante della Guardia Cittadina, fratello minore del re e considerato l'attuale erede al Trono, torni dalla moglie, Rhea Royce, nella Valle; egli riferisce, inoltre, di una violenta retata (con decine di esecuzioni sommarie) da lui illecitamente condotta per le strade di Approdo del Re, al comando della sua guardia scelta, le Cappe Dorate. Nonostante ciò, Viserys rifiuta di scacciare il fratello dalla capitale, confermandolo nel suo ruolo di comandante. 
Successivamente, Daemon si presenta al Concilio dopo settimane di assenza, passate con gli uomini della sua guardia tra bordelli e addestramenti, e ribatte alle accuse mosse da Otto, rivendicando il maggior ordine che finalmente regna in città, per troppo tempo abbandonata a sé stessa e preda della peggiore delinquenza, senza lesinare provocazioni nei confronti del Primo Cavaliere. Daemon, in realtà, è riapparso a corte solo per partecipare al torneo voluto dal re per celebrare l'imminente nascita di quello che è convinto sarà il suo erede diretto al Trono.
Mentre la regina Aemma entra in travaglio, il torneo ha inizio e Daemon si fa strada eliminando diversi cavalieri nella giostra, compreso il primogenito di Otto, finché incrocia ser Criston Cole, uno sconosciuto cavaliere di modeste origini, figlio del siniscalco di Casa Dondarrion a Blackhaven, che ha suscitato l'attenzione della giovane Rhaenyra e della sua amica lady Alicent Hightower, figlia del Primo Cavaliere e di qualche anno più grande. Il duello vede prevalere, in un primo momento, Daemon, che sembra ormai aver messo fuori combattimento il rivale ma, mentre il principe si gira verso la folla per esultare, Cole si rialza e lo colpisce a tradimento alle spalle, vincendo la tenzone.
Nel frattempo, Aemma muore dopo che Viserys ha permesso, suo malgrado, di eseguire un taglio cesareo, a causa di un parto podalico che aveva ormai compromesso la vita della moglie, cercando così di salvare almeno il figlio; ma anche il bambino, chiamato Baelon Targaryen, muore a distanza di poche ore.
Dopo i funerali della regina e del principino, Otto informa il Concilio Ristretto e il re che, nonostante il lutto reale, durante le esequie Daemon si è ritirato in un bordello con i suoi uomini e la sua amante, celebrando a suo modo l'appena defunto nipote, che ha definito ironicamente “l’Erede per un giorno”. Viserys, furioso, disereda il fratello e gli ordina di lasciare la corte e tornare alla Valle da sua moglie.
Dopo aver designato Rhaenyra quale erede al Trono, Viserys le rivela che, quando Aegon il Conquistatore decise di partire da Roccia del Drago alla conquista delle terre del Continente Occidentale, non lo fece solo per ambizione: egli aveva visto in sogno la fine del mondo degli uomini, un terribile inverno che sarebbe arrivato da nord, portando con sé un'oscurità letale per l’umanità, che Westeros avrebbe potuto fronteggiare solo se un Targaryen fosse stato seduto sul Trono di Spade, per unire sotto di sé e i suoi draghi tutte le forze del Continente. Compito del re, e ora anche di Rhaenyra come futura regina, sarà tramandare al suo successore questa segreta profezia, che Aegon il Conquistatore chiamò il "Canto del Ghiaccio e del Fuoco".
Mentre i grandi lord di Westeros giurano fedeltà alla principessa Rhaenyra come erede al Trono di Spade, Daemon lascia Approdo del Re insieme alla sua amante, Mysaria, in sella al suo drago Caraxes.
- Durata: 66 minuti
- Altri interpreti: Sian Brooke (Regina Aemma Arryn), David Horovitch (Gran Maestro Mellos), Bill Paterson (Lord Lyman Beesbury), Gavin Spokes (Lord Lyonel Strong), Michael Carter (Jaehaerys I Targaryen), Steffan Rhodri (Hobert Hightower), Elliott Tittensor (Ser Erryk Cargyll), Garry Cooper (Ser Ryam Redwyne), Julian Lewis Jones (Boremund Baratheon), David Hounslow (Lord Rickon Stark), Frankie Wilson (Capitano Randyll Barret), Mikhail Sen (Mickon), Rhys Parry Jones (Annunciatore alla giostra cavalleresca), Luke Tittensor (Ser Arryk Cargyll), Gary Raymond (Alto Septon), Andrew Bicknell (Custode del drago), David Cann (Custode del drago), Mirjam Germann (Custode del drago), Matthew Carver (Laenor Velaryon da giovane), Nova Foueillis-Mose (Laena Velaryon da giovane), John Arnedo (Bruto enorme).
- Ascolti USA: telespettatori 2 170 000 – rating 18-49 anni 0,55%[4]

## Il principe canaglia
- Titolo originale: The Rogue Prince
- Diretto da: Greg Yaitanes
- Scritto da: Ryan Condal

### Trama
Sei mesi dopo la morte della regina Aemma e la designazione di Rhaenyra quale erede al Trono, la situazione ad Approdo del Re è tesa.
Le isole Stepstones sono infestate dalla ciurma del “Nutrigranchi”, Craghas Drahar, un principe-pirata di Myr autoproclamatosi sovrano del luogo, che minaccia le rotte marittime di Westeros. Tuttavia, il re si rifiuta di inviare una flotta in risposta, malgrado le pressioni di lord Corlys Velaryon (Maestro della Flotta), detto “Serpente di Mare”, e le proposte di Rhaenyra, per non provocare la reazione della Triarchia delle Città Libere, che appoggia Drahar, e non rischiare così lo scoppio di una guerra.
Nel frattempo, Daemon si è appropriato di Roccia del Drago, che ha trasformato in una sua residenza personale, presidiata dalle Cappe Dorate a lui fedeli, malgrado il seggio spetti di diritto a Rhaenyra quale erede al Trono; inoltre, ha disubbidito all'ordine reale che lo rimandava dalla moglie nella Valle. Anche in questo caso, Viserys rifiuta di intervenire.
Il Concilio Ristretto, intanto, insiste affinché il re, malgrado sia in lutto e non lo desideri, si risposi per generare nuovi eredi, sia per garantire un'alternativa dinastica in caso di incidenti a Rhaenyra, sia perché, in realtà, serpeggia un certo malcontento rispetto alla successione di una donna sul Trono.
La morte di Aemma, d'altra parte, ha allontanato Viserys e Rhaenyra e l’unico conforto, per il re, è la compagnia della giovane Alicent, ma egli ignora che la ragazza, in realtà, esegue gli ordini di suo padre, Otto, che per brama di potere l’ha spinta ad avvicinarsi al sovrano in lutto e a sedurlo.
Lord Corlys, cogliendo l'occasione delle pressioni del Concilio, offre la figlia sua e di Rhaenys Targaryen, lady Laena Velaryon, in moglie al re. Ma la giovane ha appena dodici anni e Viserys è riluttante ad accettare, malgrado l’evidente vantaggio politico e dinastico nel rinsaldare l’alleanza fra i Targaryen e i Velaryon (potente e ricca casata di ascendenza valyriana, l'unica ad avere anch'essa dei draghi proprio grazie al legame con i Targaryen) e il parere favorevole dei suoi consiglieri, primo fra tutti il Maestro delle Leggi, lord Lyonel Strong, signore di Harrenhal.
Rhaenys, raccogliendo i timori manifestati da Rhaenyra in proposito, l'avvisa che difficilmente i lord dei Sette Regni accetteranno una regina regnante e che, alla fine, il re dovrà per forza cedere alle pressioni e prendere una nuova moglie, che sia Laena o un'altra, per generare un erede maschio che soppianterà Rhaenyra.
Nel frattempo, giunge ad Approdo del Re la notizia che Daemon, autodefinitosi “Principe di Roccia del Drago e legittimo erede”, ha deciso di prendere Mysaria come seconda moglie e ha rubato un uovo di drago, in precedenza destinato al principe Baelon, per farne dono alla sua amante incinta. Provocatoriamente, egli invita Viserys alle nozze, sperando di costringere il fratello ad affrontarlo.
Viserys, finalmente, reagisce alle provocazioni del fratello, ma Otto insiste per essere mandato a Roccia del Drago al posto suo, temendo per l'incolumità del re e volendo scontrarsi personalmente con il detestato Daemon. Viserys accetta e incarica Otto e la sua guardia (compreso ser Criston, appena nominato Guardia Reale da Rhaenyra) di impedire le nozze e riportare Daemon e l'uovo in città. La situazione fra il principe e il Primo Cavaliere rischia di degenerare quando Daemon, in aggiunta alle sue Cappe Dorate, schiera Caraxes contro Otto e i suoi armati. L’arrivo imprevisto di Rhaenyra, in sella al suo drago Syrax, che affronta personalmente lo zio, permette però di recuperare l'uovo senza spargimenti di sangue e di svelare che Daemon mentiva, sia sul matrimonio che sulla gravidanza. Daemon, tuttavia, rimane sull'isola con la sua milizia.
Viserys e Rhaenyra riescono finalmente ad avere un dialogo sincero sul loro dolore per la morte di Aemma e sulla necessità di avere una nuova regina, nonostante i timori della ragazza circa la sua successione. In seguito, Viserys promette alla figlia che, seppure in futuro avrà un maschio, lei resterà l'erede al Trono. Rhaenyra, a quel punto, dà al padre la sua benedizione per le nuove nozze, intendendo che, alla fine, il re si sia convinto ad accettare la proposta di Corlys Velaryon, ma al Concilio Ristretto Viserys spiazza i presenti, annunciando che non sposerà Laena, come tutti credevano, bensì Alicent Hightower. Corlys e Rhaenyra, sentendosi traditi da tale scelta, lasciano la sala.
Risentito per il torto subito dal re, Corlys si allea quindi con Daemon, proponendogli di unire le loro forze per portare la guerra alle Stepstones, alle spalle di Viserys.
- Durata: 52 minuti
- Altri interpreti: Gavin Spokes (Lord Lyonel Strong), David Horovitch (Gran Maestro Mellos), Bill Paterson (Lord Lyman Beesbury), Anthony Flanagan (Ser Steffon Darklyn), Nova Foueillis-Mose (Laena Velaryon da giovane), Andrew Bicknell (Custode del drago), Daniel Scott-Smith (Principe Craghas “Nutrigranchi” Drahar).
- Ascolti USA: telespettatori 2 264 000 – rating 18-49 anni 0,59%[5]

## Secondo del suo nome
- Titolo originale: Second of His Name
- Diretto da: Greg Yaitanes
- Scritto da: Gabe Fonseca e Ryan Condal

### Trama
Dopo tre anni, il conflitto alle Stepstones è ancora in corso: Corlys e Daemon, che avevano iniziato la guerra prevedendo una facile vittoria, non riescono a scacciare dall'arcipelago Craghas Drahar, da quando l'uomo si è ritirato coi suoi seguaci all'interno di un sistema di grotte naturali, per sfuggire agli attacchi dei draghi. 
Malgrado le ripetute richieste d'aiuto inviate dai Velaryon alla capitale, Viserys insiste nel rimanere neutrale, ancor più perché offeso anche dal fatto che Daemon e Corlys abbiano scatenato la guerra contro i suoi ordini. Al contrario, il re è molto più interessato alla grande caccia organizzata per festeggiare il secondo genetliaco di Aegon, il figlio che ha avuto dalla regina Alicent, che inoltre è quasi al termine della sua seconda gravidanza. La nuova situazione familiare ha però incrinato il rapporto del re con Rhaenyra, la quale, per reazione, è diventata con lui ostile, provocatoria e litigiosa, mentre fa apertamente mostra di ignorare la sua vecchia amica, Alicent. Inoltre, la principessa si sente messa da parte a causa delle attenzioni, che lei ritiene sproporzionate, riservate al fratellastro Aegon, arrivando a temere per la sua posizione di erede. Rhaenyra, ormai maggiorenne, è anche irritata dall'insistenza con cui le viene ricordato che deve sposarsi e avere figli che le garantiscano la discendenza, temendo che questo sia in realtà un ulteriore passo verso il suo spodestamento.
Quando poi Viserys tenta di spingere la figlia verso Jason Lannister, arrogante Lord di Castel Granito che apertamente non approva la successione di una donna sul Trono di Spade, per la principessa è troppo e, dopo l'ennesimo, furioso litigio col padre, fugge nel Bosco del Re, inseguita da ser Criston, dove trascorre il resto dei festeggiamenti in disparte. 
Nel mentre, a Viserys, infastidito dal fatto che Rhaenyra sembri opporsi a ogni sua decisione più per puntiglio che altro, vengono proposti fidanzamenti alternativi per la principessa, da una prematura unione con il fratellastro Aegon, proposta da ser Otto, a un matrimonio con ser Laenor Velaryon, figlio minore di Corlys e Rhaenys, che riparerebbe all'offesa di non averne sposato la sorella Laena tre anni prima. Il re è comunque fermo nella sua decisione di lasciare il Trono alla figlia.
Alicent viene incaricata dal padre di convincere il marito a nominare Aegon nuovo erede, ma la donna, intuendo che il re non è ben disposto al riguardo, invece che della nomina di un nuovo erede, lo convince ad accettare di inviare aiuti al fratello alle Stepstones, ponendo il bene del regno al di sopra di ogni cosa. La regina, inoltre, per far sì che Rhaenyra accetti di sposarsi, suggerisce al re di fare in modo che qualunque decisione presa appaia come una scelta della ragazza. Viserys propone allora un accordo a Rhaenyra: se lei accetterà di sposarsi a breve, potrà scegliersi il marito da sé, senza ulteriori interferenze. Viserys la rassicura quindi a proposito della sua posizione, giurandole solennemente che non la sostituirà mai con il fratellastro Aegon come erede al Trono.
Alle Stepstones, intanto, c'è aria di ammutinamento fra le truppe, con Vaemond Velaryon, fratello minore di Corlys, che dubita delle capacità di Daemon, Corlys e Laenor di vincere la guerra con le poche risorse rimaste loro e perfino del modo in cui l'hanno condotta nei tre anni precedenti. La notizia dell'imminente arrivo dei rinforzi reali, che Viserys ha finalmente deciso di inviare, indispettisce Daemon invece di rassicurarlo e così, anziché attendere le nuove truppe, il principe preferisce lanciarsi in una missione disperata per mettere fine al conflitto a modo suo. Fingendo di consegnarsi al nemico, Daemon riesce ad attirare gli uomini del Nutrigranchi all’esterno delle caverne, dove questi vengono massacrati dalle truppe dei Velaryon e da ser Laenor, che attacca dal cielo col suo drago, Mare Infuocato. Alla fine, Daemon affronta e uccide Drahar, vincendo così la guerra senza l'aiuto della Corona.
- Durata: 60 minuti
- Altri interpreti: Gavin Spokes (Lord Lyonel Strong), David Horovitch (Gran Maestro Mellos), Bill Paterson (Lord Lyman Beesbury), Ryan Corr (Ser Harwin Strong), Wil Johnson (Ser Vaemond Velaryon), Theo Nate (Laenor Velaryon da adolescente), Steffan Rhodri (Hobert Hightower), Solly McLeod (Ser Joffrey Lonmouth), Jonny Weldon (Samwell), Daniel Scott-Smith (Principe Craghas “Nutrigranchi” Drahar), Edward Rowe (Ser Howland Sharp), Lucy Briers (Lady Ceira Lannister), Joanna David (Lady Joselyn Redwyne), Alana Ramsey (Lady Lynesse Hightower), Thom Ashley (Brett Lannister), Oscar Salem (Ser Addam), Aron von Adrian (Cavaliere dei Velaryon), Clea Martin (Serva reale), Kathryn Delaney (Balia), Chris Jarman (Tenente della Triarchia).
- Ascolti USA: telespettatori 1 750 000 – rating 18-49 anni 0,37%[6]

## Re del Mare Stretto
- Titolo originale: King of the Narrow Sea
- Diretto da: Clare Kilner
- Scritto da: Ira Parker

### Trama
Per mantenere fede alla sua promessa di prendere marito, Rhaenyra, accompagnata da ser Criston, è in viaggio per i Sette Regni allo scopo di scegliere un consorte. Ospitata a Capo Tempesta da lord Boremund Baratheon, suo lontano parente in quanto prozio di re Viserys, la principessa riceve i lord pretendenti alla sua mano radunati lì, ma li rifiuta tutti, trovandoli inadeguati. Alla fine, irritata e scontenta, Rhaenyra interrompe la ricerca e ordina di anticipare il ritorno ad Approdo del Re.
La principessa giunge in città appena in tempo per vedere lo zio Daemon far ritorno dalle Stepstones su Caraxes. Successivamente, il principe si presenta a corte, davanti a suo fratello, il re, per inginocchiarsi e deporre la corona di "Re del Mare Stretto" che gli era stata offerta alla fine della guerra, rinnovando il suo giuramento di fedeltà al Trono. Viserys è felice di perdonarlo e riaccoglierlo a corte e, per festeggiare il loro ritrovato legame, organizza una festa.
Durante i festeggiamenti, Rahenyra e Alicent, che nel frattempo ha partorito una figlia, Helaena, trovano un momento per rimpiangere la loro perduta amicizia e confrontarsi sulle loro prospettive come mogli e madri, con Rhaenyra che disprezza il destino di Alicent come “grembo reale” e Alicent che le dice che il re è deluso dal suo continuo rifiuto dei pretendenti. Durante la festa, inoltre, la principessa ha anche l’occasione di parlare con Daemon, ritrovando così la complicità con lo zio. 
Nel frattempo, il Concilio Ristretto avverte il re che lord Corlys, dopo l'onta subita per il rifiuto di Viserys di prendere in moglie sua figlia, lady Laena, sta negoziando per darla in sposa al figlio del Signore del Mare di Braavos, creando così un'alleanza potenzialmente pericolosa per il regno, e gli consiglia di costringere Rhaenyra a sposare ser Laenor, per tenere il Serpente di Mare legato al Trono.
Quella sera stessa, Daemon, mostrandole uno dei passaggi segreti del Fortino di Maegor, fa uscire di nascosto Rhaenyra dalla Fortezza Rossa, travestita da ragazzo, per passare insieme a lei la notte in città a divertirsi. Durante la serata, Rhaenyra ha l'occasione di assistere a uno spettacolo di strada, in cui gli attori mettono in ridicolo la principessa quale erede al Trono e così lo zio, per distrarla, la conduce in un bordello, dove però l'atmosfera carica di erotismo fa esplodere la tensione tra i due: zio e nipote si baciano appassionatamente e quasi fanno sesso ma, all’ultimo momento, Daemon si tira indietro, lasciando la principessa da sola per le strade della città. Delusa, frustrata e offesa, Rhaenyra rientra alla Fortezza Rossa, dove per ripicca decide di sedurre ser Criston, a guardia dei suoi appartamenti, donandogli la sua verginità.

Nel frattempo, nel pieno della notte Alicent viene svegliata e convocata nelle stanze del re, dove la regina è costretta suo malgrado a consumare l'ennesimo rapporto indesiderato, a seguito del quale rimarrà nuovamente incinta.
Al mattino, lord Otto, informato dell'avventura notturna di Rhaenyra da una spia appartenente alla rete della Larva Bianca, coglie l'occasione per screditare l'odiato Daemon e la rivale di suo nipote Aegon per il Trono, quindi avvisa il re della fuga clandestina di sua figlia con lo zio, affermando che i due abbiano avuto un rapporto sessuale. Alicent, che ha origliato il discorso di suo padre col re, chiede spiegazioni direttamente a Rhaenyra, accusandola di essersi compromessa con un rapporto incestuoso, ma la principessa nega tutto e dichiara di essere ancora vergine.
Viserys, che all'inizio rifiuta di credere alla storia, accusando Otto di voler diffamare Rhaenyra per la sua ambizione di vedere il nipote Aegon sul Trono di Spade, convoca a corte Daemon, ancora annebbiato dai postumi della notte di bagordi, e lo incalza sulla vicenda. Le accuse di Otto sono in gran parte false, però Daemon non le nega e, anzi, chiede la mano di Rhaenyra come seconda moglie, secondo l’antica usanza valyriana del matrimonio tra consanguinei. A quelle parole, Viserys va su tutte le furie, convinto che il fratello abbia disonorato sua figlia al solo scopo di obbligarlo a dargliela in moglie, per usurpare direttamente o indirettamente il Trono di Spade, a cui non ha mai smesso di ambire. Dopo averlo insultato e minacciato con una lama al collo, il re esilia nuovamente Daemon nella Valle.
Malgrado Alicent provi a prenderne in qualche modo le difese, Viserys rimprovera severamente Rhaenyra, confessando di aver pensato persino di diseredarla, quindi le ordina di sposare ser Laenor, per coprire il suo comportamento sconsiderato e ricucire i rapporti con i Velaryon, facendo poi in modo, nel dubbio, che la figlia prenda un infuso abortivo per interrompere un'eventuale gravidanza indesiderata. Rhaenyra è costretta ad acconsentire, ma non prima di aver accusato il padre di essere succube del suo Primo Cavaliere.

Colpito dalle parole della figlia, il re destituisce Otto dalla sua carica, essendosi finalmente reso conto delle sue ambizioni e delle sue macchinazioni portate avanti a discapito suo e del Regno, e nomina Primo Cavaliere lord Lyonel Strong.
- Durata: 60 minuti
- Altri interpreti: Gavin Spokes (Lord Lyonel Strong), David Horovitch (Gran Maestro Mellos), Bill Paterson (Lord Lyman Beesbury), Ryan Corr (Ser Harwin Strong), Chris David Storer (Lord Humfrey Bracken), Gabriel Scott (Jerrel Bracken), Alfie Todd (Willem Blackwood), Toby Dixon (ragazzino di Lys), Minnie Marx (Chiromante), Jonathan Jaynes (Giocoliere), Samuel Sargeant (Ambulante nel tendone), Clea Martin (Serva reale), Paul Leonard (Lord Dondarrion), Ben Dilloway (Ser Soren), Philip Young (Ubriacone nella via della Seta), Julian Lewis Jones (Lord Boremund Baratheon).
- Ascolti USA: telespettatori 1 809 000 – rating 18-49 anni 0,41%[7]

## Noi illuminiamo la via
- Titolo originale: We Light the Way
- Diretto da: Clare Kilner
- Scritto da: Charmaine De Grate

### Trama
Dopo essere tornato in incognito a Pietra di Runa, nella Valle, Daemon incrocia lungo la strada sua moglie, lady Rhea Royce, e la uccide brutalmente.
A Driftmark, intanto, re Viserys organizza il matrimonio tra Rhaenyra e ser Laenor, ingraziandosi lord Corlys e promettendogli che i futuri figli della coppia, ad eccezione del primogenito, che sarà erede al Trono di Spade, porteranno il nome dei Velaryon.

Rhaenyra, che frattanto ha appreso dell'orientamento omosessuale del suo procugino e promesso sposo Laenor, gli propone di adempiere comunque ai propri doveri coniugali, per reciproca convenienza, pur continuando ad amare di fatto chi vogliono. Decisa ormai a succedere al padre sul Trono di Spade, la principessa rifiuta quindi la proposta di ser Criston di scappare con lui ad Essos, per potersi sposare e vivere liberi, dicendogli che preferisce tenerlo come sua guardia personale e amante.
Intanto, prima di lasciare Approdo del Re, Otto avverte Alicent che, se Rhaenyra dovesse diventare davvero regina, i suoi figli, Aegon ed Helaena, sarebbero in pericolo di vita, perché considerati una minaccia. Alicent, allora, dopo aver appreso dell'assunzione dell’infuso abortivo, si convince che Rhaenyra abbia mentito sulla sua verginità e sia perciò indegna di succedere al padre; convoca quindi in gran segreto ser Criston nelle sue stanze, per interrogarlo su quella famosa notte tra Rhaenyra e Daemon, ma scopre che, in realtà, l'amante della principessa era proprio lui.
Al banchetto organizzato dal re per celebrare l'unione di Rhaenyra e Laenor, Alicent si presenta provocatoriamente in ritardo nella sala, interrompendo platealmente il discorso di Viserys e indossando un abito verde, il colore segnaletico di Casa Hightower per una chiamata alle armi. Durante la festa, ser Gerold Royce accusa pubblicamente Daemon di aver assassinato la moglie, sua cugina lady Rhea, ma Daemon respinge l'accusa e, anzi, reclama le terre e il patrimonio della sua defunta consorte, riducendo al silenzio il suo accusatore. Laenor e Rhaenyra cominciano quindi a ballare la danza rituale dei draghi sotto agli occhi di Daemon, finché questi non decide di avvicinarsi alla nipote e, in mezzo alla folla, le dice di non sposare Laenor che, per quanto valoroso e nobile d'animo sia, sarebbe certamente per lei un marito noioso. A quel punto, Rhaenyra sfida lo zio a portarla via con sé e a renderla sua moglie, perché sa che, in fondo, è quello che lui realmente desidera. Daemon, allora, l’afferra per il viso, ma la loro discussione si perde nella confusione generale del banchetto, sotto lo sguardo preoccupato del re. In quello stesso frangente, l’amante di Laenor, ser Joffrey Lonmouth, che ha intuito la passione di ser Criston per Rhaenyra, gli propone di essere ciascuno il custode dei segreti dell'altro, ma ser Criston, già fortemente turbato per aver infranto i suoi voti cavallereschi e addolorato per il rifiuto di Rhaenyra di scappare con lui, reagisce violentemente e picchia a morte Lonmouth davanti a tutti. Durante la rissa, lord Lyonel ordina al figlio maggiore, ser Harwin Strong, detto il “Rompiossa”, di raggiungere e proteggere la principessa Rhaenyra.
Alla fine, Rhaenyra e Laenor si sposano in privato, per evitare ulteriori scandali; re Viserys, provato per quanto successo e sempre indebolito dalla sua malattia, si sente male e sviene durante il rito nuziale.

Nel mentre, ser Criston è fuggito nei giardini reali e sta per suicidarsi per il misfatto compiuto, quando la regina Alicent lo ferma, salvandolo e prendendolo di fatto come sua guardia personale.
- Durata: 58 minuti
- Altri interpreti: Gavin Spokes (Lord Lyonel Strong), David Horovitch (Gran Maestro Mellos), Bill Paterson (Lord Lyman Beesbury), Ryan Corr (Ser Harwin Strong), Wil Johnson (Ser Vaemond Velaryon), Theo Nate (Laenor Velaryon da adolescente), Savannah Steyn (Laena Velaryon da adolescente), Steffan Rhodri (Hobert Hightower), Kurt Egyiawan (Maestro Orwyle), Solly McLeod (Ser Joffrey Lonmouth), Owen Oakeshott (Ser Gerold Royce), Gary Raymond (Alto Septon), Lucy Briers (Lady Ceira Lannister), Alana Ramsey (Lady Lynesse Hightower), Kathryn Delaney (Balia), Rachel Redford (Lady Rhea Royce), Martha Thomas (Serva della regina), Arthur Conti (Paggio della regina).
- Ascolti USA: telespettatori 1 829 000 – rating 18-49 anni 0,42%[8]

## La principessa e la regina
- Titolo originale: The Princess and the Queen
- Diretto da: Miguel Sapochnik
- Scritto da: Sara Hess

### Trama
Dieci anni dopo il loro matrimonio, Rhaenyra dà alla luce il terzo figlio, dopo Jacaerys e Lucerys, a cui il marito Laenor dà il nome di Joffrey. 
Alicent, il cui unico scopo è proteggere i propri figli dalla futura ascesa al trono di Rhaenyra, fa notare a Viserys come nessuno dei suoi tre nipotini abbia i peculiari colori dei Targaryen e dei Velaryon, mettendone in dubbio la paternità e insinuando anche che il vero padre sia ser Harwin, attuale comandante della Guardia Cittadina nonché guardia personale della principessa ereditaria, ma Viserys non le crede.
I due figli maggiori di Rhaenyra, insieme ad Aegon (figlio maggiore di Alicent), fanno un brutto scherzo ad Aemond, terzo figlio e secondo maschio della regina e di re Viserys, unico a non avere ancora un drago. Alicent, furiosa per quanto accaduto, rimprovera il figlio Aegon e lo avverte che dovrà prepararsi a contendere il diritto al Trono di Spade alla sua sorellastra, Rhaenyra, se non vorrà soccombere assieme ai suoi fratelli.
Durante un addestramento alle armi dei principi reali, ser Harwin interviene per proteggere Jacaerys in un combattimento impari contro il più grande Aegon, suscitando il sarcasmo del loro istruttore, ser Criston. Questi, provocatoriamente, paragona la premura di Harwin a quella di un padre e scatena così la furiosa reazione di Strong, che lo aggredisce. Tutto ciò alimenta i sospetti dei più circa il vero rapporto che lega Harwin ai figli di Rhaenyra.
Nel frattempo, Daemon, stanco degli intrighi di potere che si consumano a corte, ha sposato la figlia di Corlys e Rhaenys, Laena Velaryon, e vive a Pentos con lei e le loro figlie gemelle, Rhaena e Baela Targaryen, ospiti del signore locale, Reggio Haratis, che ha offerto a Daemon un'agiata permanenza, in cambio dell'aiuto suo e dei suoi draghi contro la Triarchia. Laena, incinta del suo terzo figlio, è però fortemente contraria alla scelta del marito di mortificarsi accettando la proposta di Reggio e vorrebbe invece tornare a Driftmark, ma inizia il travaglio e i negoziati vengono interrotti. Il parto, tuttavia, si complica gravemente e sia la vita della madre che quella del nascituro sono ormai segnate, così Laena si trascina davanti al suo drago, la femmina Vhagar (l'esemplare vivente più grande della sua specie, un tempo cavalcatura di Visenya Targaryen e di cui si erano perse per anni le tracce), e le ordina di darle fuoco, ponendo fine alle sue sofferenze.
Intanto, ad Approdo del Re, Rhaenyra tenta di riappacificarsi con la regina, proponendole un matrimonio dinastico tra il suo figlio maggiore ed erede al Trono, Jacaerys, e la figlia di Alicent, Helaena. La regina, però, rifiuta, in quanto fermamente convinta dell'indegnità di Rhaenyra a succedere al padre, avvalorata anche dai ripetuti adulteri della principessa nei confronti del marito Laenor (questa infedeltà, che emerge chiaramente dai tratti somatici della sua prole, se ufficialmente palesata porterebbe all'esilio della futura regina).
A seguito dell'aggressione a ser Criston Cole, ser Harwin Strong è stato sollevato dall'incarico di comandante della Guardia Cittadina e suo padre, lord Lyonel, spinto dall'imbarazzo per le voci sempre più insistenti sulla relazione clandestina tra Rhaenyra e suo figlio, offre al re le sue dimissioni da Primo Cavaliere, alla presenza anche della regina Alicent. Viserys, ovviamente, le rifiuta, non dando il minimo credito a quelle dicerie, ma acconsente a che lord Lyonel riporti ser Harwin ad Harrenhal, il loro seggio di famiglia.
Alicent si confida su quanto accaduto tra il marito e lord Lyonel con Larys Strong, detto “Piededuro”, figlio del Primo Cavaliere e fratello minore di Harwin, divenuto nel tempo il più fidato consigliere e alleato della regina negli intrighi di corte, e si dice sconfortata per non poter avere più al suo fianco suo padre Otto come Primo Cavaliere e consigliere.
Nel congedarsi da Rhaenyra, Harwin lascia intuire di essere effettivamente lui il padre dei tre principi reali.
Alla fine, lord Lyonel e suo figlio maggiore, ser Harwin, muoiono nell'incendio della residenza di Harrenhal, orchestrato da Larys, che ha così interpretato il senso delle confidenze ricevute dalla regina Alicent, per la quale nutre un morboso sentimento.
- Durata: 65 minuti
- Altri interpreti: Gavin Spokes (Lord Lyonel Strong), Bill Paterson (Lord Lyman Beesbury), Ryan Corr (Ser Harwin Strong), Leo Hart (Principe Jacaerys Velaryon da giovane), Harvey Sadler (Principe Lucerys Velaryon da giovane), Ty Tennant (Principe Aegon Targaryen da giovane), Leo Ashton (Principe Aemond Targaryen da giovane), Evie Allen (Principessa Helaena Targaryen da giovane), Shani Smethurst (Lady Baela Targaryen da giovane), Eva Ossei-Gerning (Lady Rhaena Targaryen da giovane), John Macmillan (Ser Laenor Velaryon), Nanna Blondell (Lady Laena Velaryon), Kurt Egyiawan (Maestro Orwyle), Paul Kennedy (Lord Jasper Wylde), Luke Tittensor (Ser Arryk Cargyll), Alexis Raben (Talya), Arty Froushan (Ser Qarl Correy), Patrice Naiambana (Custode del drago), Jordon Stevens (Elinda Massey), Dean Nolan (Principe Reggio Haratis), Sean Cernow (Prigioniero smunto nelle Celle Nere), Arevinth V Sarma (Prigioniero nelle Celle Nere #2), Gareth Morrison (Prigioniero nelle Celle Nere #3), Rosie Ede (Levatrice), Rosa Escoda (Levatrice), Ravi Aujla (Cerusico di Pentos), Paul Hickey (Lord Caswell), Anna Sari (Custode del drago), Afolabi Alli (Custode del drago).
- Ascolti USA: telespettatori 1 859 000 – rating 18-49 anni 0,45%[9]

## Driftmark
- Titolo originale: Driftmark
- Diretto da: Miguel Sapochnik
- Scritto da: Kevin Lau

### Trama
Re Viserys e la sua corte si recano a Driftmark, per partecipare al funerale di Laena. La cerimonia funebre viene presieduta da Vaemond Velaryon che, nel pronunciare il rito, lancia velate accuse a Rhaenyra circa l'illegittimità della sua prole. Successivamente, la principessa ereditaria incita il suo primogenito a dare conforto alle sue cugine, che hanno appena perso la madre, ma Jacaerys le risponde che anche lui e i fratelli soffrono, perché non possono nemmeno piangere la morte di ser Harwin.
Quella notte, Rhaenyra e Daemon si incontrano clandestinamente dopo anni e passeggiano sulla spiaggia di Driftmark. La principessa confida allo zio di non essere riuscita a concepire figli con Laenor per via della sua omosessualità, nonostante i due abbiano tentato di consumare il matrimonio, e conferma come invece Harwin la desiderasse e amasse e sia quindi lui il padre dei suoi figli. Rhaenyra rimprovera poi Daemon per averla abbandonata in quei dieci lunghi anni e lo bacia appassionatamente; ricambiata, alla fine i due fanno l'amore.
Quella stessa notte, il principe Aemond riesce a domare e reclamare come suo Vhagar, il drago che era stato di Laena Velaryon, e per questo finisce col litigare coi figli di Rhaenyra e con Baela e Rhaena, litigio che degenera quando Lucerys lo pugnala in un occhio. Avvisata di quanto accaduto dalla Guardia Reale, Alicent pretende che Lucerys sia privato a sua volta di un occhio come punizione, ma il nonno re Viserys si oppone fermamente a tale richiesta. La regina, fuori di sé, sottrae allora la daga del marito e si appresta a farsi giustizia da sola, ma Rhaenyra la blocca e, nello scontro, viene ferita al braccio da Alicent, sotto gli occhi attoniti del re. Quando poi Aegon afferma che tutti sanno che i figli di Rhaenyra sono solo dei bastardi, Viserys decreta che chiunque metta ancora in discussione la legittimità dei suoi nipoti sia punito col taglio della lingua.
I gravi fatti accaduti a Driftmark fanno emergere chiaramente le due fazioni rivali, che si fronteggeranno nella cosiddetta Danza dei Draghi: i Verdi, sostenitori degli Hightower e dell'ascesa al trono di Aegon, e i Neri, che invece appoggiano Daemon e Rhaenyra per la successione di quest’ultima. Peraltro, a dare manforte ai Verdi, è tornato anche Otto, che Viserys, fiaccato nel corpo e nello spirito dalla malattia che da anni lo sta consumando, ha di nuovo nominato Primo Cavaliere, dopo la morte di lord Lyonel.
Dopo quanto accaduto tra Aemond e Lucerys, Rhaenyra e Daemon decidono di unirsi in matrimonio per contrastare i Verdi ma, affinché la loro unione possa effettivamente aver luogo, occorre fare uscire di scena Leanor e, per questo motivo, i due coinvolgono il suo nuovo amante, ser Qarl Correy. Una lite scoppia così nella Sala dei Nove del palazzo dei Velaryon e uno dei duellanti, trafitto da una spada, finisce accasciato nel caminetto ardente. Corlys e Rhaenys, già addolorati per la recente perdita della figlia Laena, accorrono sul luogo, trovando il corpo carbonizzato di un uomo, che riconoscono come quello del figlio secondogenito. In realtà, Leanor, grazie alla complicità di Rhaenyra e Daemon, ha simulato la propria morte e fugge segretamente da Driftmark insieme al suo amante, ser Qarl.
Finalmente liberi, Daemon e Rhaenyra, alla presenza dei loro figli, si sposano a Roccia del Drago con una cerimonia valyriana.
- Durata: 56 minuti
- Altri interpreti: Wil Johnson (Ser Vaemond Velaryon), Leo Hart (Principe Jacaerys Velaryon da giovane), Harvey Sadler (Principe Lucerys Velaryon da giovane), Ty Tennant (Principe Aegon Targaryen da giovane), Leo Ashton (Principe Aemond Targaryen da giovane), Evie Allen (Principessa Helaena Targaryen da giovane), Shani Smethurst (Lady Baela Targaryen da giovane), Eva Ossei-Gerning (Lady Rhaena Targaryen da giovane), John Macmillan (Ser Laenor Velaryon), Phil Daniels (Maestro Gerardys), Alexis Raben (Talya), Arty Froushan (Ser Qarl Correy), Haqi Ali (Maestro Kelvyn), Bijan Daneshmand (Alto sacerdote), Bill Bekele (Paggio di Altamarea).
- Ascolti USA: telespettatori 1 883 000 – rating 18-49 anni 0,43%[10]

## Il lord delle maree
- Titolo originale: The Lord of the Tides
- Diretto da: Geeta Vasant Patel
- Scritto da: Eileen Shim

### Trama
Sei anni dopo il matrimonio di Rhaenyra e Daemon, si pone inattesa la questione della successione in Casa Velaryon. Lord Corlys, infatti, è stato gravemente ferito durante un ennesimo conflitto nelle Stepstones e appare in pericolo di vita. Suo fratello minore, Veamond, si appella allora al sovrano dei Sette Regni per essere nominato suo erede, sostenendo che il nipote Lucerys sia illegittimo e quindi non degno di succedere al nonno sul seggio di Driftmark, come invece dovrebbe avvenire per via della linea di discendenza diretta di ser Laenor.
Appreso delle intenzioni di Vaemond grazie a Baela, che è cresciuta a Driftmark sotto la custodia della nonna Rhaenys, Rhaenyra, che è di nuovo incinta, e Daemon, insieme a tutti i loro figli (compresi i piccoli Aegon e Viserys, nati dalla loro unione), tornano ad Approdo del Re, per difendere la pretesa di Lucerys.
Re Viserys, però, è ormai costretto a letto, sfigurato in volto, quasi cieco e molto debilitato a causa della grave malattia che lo affligge da anni; tutti gli affari reali vengono dunque gestiti dagli Hightower: la regina Alicent e il Primo Cavaliere Otto.
Dopo una seduta del Concilio Ristretto, Alicent è costretta a intervenire per coprire suo figlio Aegon (che è ora sposato con sua sorella Helaena, da cui ha avuto due gemelli, Jaehaerys e Jaehaera), sempre più lascivo e dissoluto, per lo stupro di un’ancella di corte, ennesimo crimine da lui perpetrato.
Quando Vaemond giunge alla Fortezza Rossa per perorare la sua causa ereditaria, Rhaenyra, per ottenere il suo appoggio nella contesa, propone a Rhaenys di far fidanzare le sue nipoti Baela e Rhaena con i propri figli Jacaerys e Lucerys, in modo tale che le due figlie di Laena diventeranno rispettivamente "regina consorte" e "lady di Driftmark". Successivamente, Rhaenyra, ormai quasi sul punto di arrendersi e rinunciare a tutto, implora il padre malato di difendere la sua successione, ricordandogli il sogno profetico di Aegon il Conquistatore: il Canto del Ghiaccio e del Fuoco.
Otto, facendo le veci del re, è assiso sul Trono di Spade ed è pronto ad assecondare la pretesa di Vaemond, che chiede di poter succedere al fratello ma, proprio quando Rhaenyra comincia a parlare a nome del figlio, dichiarandolo legittimo erede di Laenor e quindi di Corlys, Viserys, a malapena in grado di camminare e molto sofferente, entra nella sala del trono, spiazzando tutti i presenti. Il re, aiutato dal fratello Daemon, arriva faticosamente a sedersi sul Trono di Spade e dichiara che Lucerys è il legittimo erede di Driftmark, ponendo fine alla disputa e frustrando il tentativo degli Hightower di trovare un forte alleato nella Casa Velaryon. Infuriato per non aver ottenuto quanto voleva, Vaemond si scaglia allora contro quelli che chiama "i figli bastardi" della principessa Rhaenyra, privi di sangue Velaryon, accusandola apertamente di infedeltà e adulterio. Daemon, a quel punto, lo decapita davanti a tutti.
Quella sera stessa, tutta la famiglia reale, per volere di Viserys, si riunisce in convivio e i suoi membri sembrano forse ricucire finalmente i loro rapporti alla presenza del re, che mostra a tutti i presenti il grave stato in cui versa il suo corpo, ormai consumato dalla malattia. Tuttavia, dopo che il re, sfinito nel corpo e nello spirito, è stato ricondotto nelle sue stanze, i giovani principi tornano subito a scontrarsi tra loro, con Aemond che fa un provocatorio brindisi in onore dei suoi nipoti Velaryon, alludendo al fatto che siano in realtà figli bastardi di ser Harwin Strong. A quel punto, Rhaenyra decide di tornare subito con la famiglia a Roccia del Drago.
Più tardi, Viserys, ormai in deliquio e prossimo alla morte, si rianima appena in presenza di Alicent e, scambiandola per la figlia Rhaenyra, farfuglia confusamente alcuni passaggi del sogno profetico di Aegon il Conquistatore, il Canto del Ghiaccio e del Fuoco. La regina, però, fraintende le parole del marito, credendo che Viserys stia parlando del Trono e del loro figlio primogenito, Aegon.

Dopo essere rimasto solo, Viserys, invocando il nome della sua prima moglie, Aemma, spira.
- Durata: 65 minuti
- Altri interpreti: Elliot Grihault (Principe Lucerys Velaryon), Bill Paterson (Lord Lyman Beesbury), Anthony Flanagan (Ser Steffon Darklyn), Wil Johnson (Ser Vaemond Velaryon), Phil Daniels (Maestro Gerardys), Kurt Egyiawan (Maestro Orwyle), Paul Kennedy (Lord Jasper Wylde), Luke Tittensor (Ser Arryk Cargyll), Elliott Tittensor (Ser Erryk Cargyll), Alexis Raben (Talya), Jordon Stevens (Elinda Massey), Max Wrottesley (Ser Lorent Marbrand), Paul Hickey (Lord Caswell), Haqi Ali (Maestro Kelvyn), Maddie Evans (Dyana), Kieron Jecchinis (Anziano di Roccia del Drago).
- Ascolti USA: telespettatori 1 731 000 – rating 18-49 anni 0,40%[11]

## Il concilio Verde
- Titolo originale: The Green Council
- Diretto da: Clare Kilner
- Scritto da: Sara Hess

### Trama
Dopo la morte di Viserys, avvenuta nella notte, la regina Alicent convoca, alle prime luci dell'alba, il Concilio Ristretto, per annunciare che l'ultima volontà del re è stata quella di lasciare il Trono di Spade al suo primogenito maschio, Aegon. Alcuni dei presenti plaudono all'annuncio ma, durante la discussione, lord Lyman Beesbury, il Maestro del Conio, si oppone fermamente all'usurpazione della principessa Rhaenyra come erede al Trono già designata da tempo. Ser Criston non esita allora ad uccidere a sangue freddo lord Beesbury, mentre il comandante della Guardia Reale, ser Harrold Westerling, invitato dal Primo Cavaliere Otto a dichiarare la sua fedeltà a re Aegon, si dimette in segno di protesta.
Successivamente, la regina Alicent si rende conto che il padre e alcuni membri del Concilio, compresi ser Tyland Lannister (nuovo Maestro della Flotta) e lord Jasper Wylde, detto "Verga di Ferro" (nuovo Maestro delle Leggi), hanno sempre pianificato di insediare Aegon come re al posto di Rhaenyra, tenendola all'oscuro di tutto.
Il Primo Cavaliere ritarda l'annuncio della morte del re per consolidare la posizione di suo nipote sul Trono e impone ai nobili di corte di giurare fedeltà al nuovo sovrano. Inoltre, comunica alla figlia che intende mettere a morte Rhaenyra, Daemon e tutti i loro figli, per impedire che provino a contestare l'ascesa di Aegon.
Decisa ad evitare che la figlia del suo compianto marito, nonché sua vecchia amica d’infanzia, venga fatta giustiziare, Alicent, dopo averla fatta rinchiudere nella sua stanza alla Fortezza Rossa, prova ad ottenere il sostegno della principessa Rhaenys, sperando che possa convincere Rhaenyra ad accettare dei termini di pace onorevoli e l'ascesa al Trono del suo fratellastro, Aegon, senza prendere le armi contro i Verdi. Ma Rhaenys risponde in modo ambiguo e prende tempo.
Intanto, a corte si scopre che il principe Aegon è irreperibile, per cui ser Otto manda due Guardie Reali, ser Erryk Cargyll e ser Arryk Cargyll, a cercarlo al Fondo delle Pulci, dove il ragazzo è solito sfogare la propria depravazione, per prenderlo sotto la sua custodia e dettare la linea di condotta; anche Alicent, determinata a trovare il figlio prima che lo trovi suo padre, invia ser Criston e il principe Aemond a cercarlo.
Successivamente, Mysaria, allontanatasi da Daemon nel corso degli anni, grazie alla rete di spie della Larva Bianca, che fa capo a lei, è in grado di riferire al Primo Cavaliere dove si nasconde Aegon, ma pretende, in cambio dell'informazione, che la Corona si occupi una volta per tutte di restituire una vita dignitosa ai diseredati della città. Otto acconsente e i due fratelli Cargyll trovano finalmente Aegon, ma Criston ed Aemond li seguono e lo prendono in custodia dopo averlo sottratto con la forza ad Arryk.
Intanto, lord Larys avverte la regina Alicent che suo padre Otto è riuscito a sapere prima di lei dove fosse Aegon grazie alla rete di spie di Mysaria, infiltrate anche a palazzo e delle quali fa parte Talya, la sua dama di compagnia; su ordine della regina, Larys fa quindi bruciare la casa di Mysaria.
Aegon, nel frattempo tornato alla Fortezza Rossa, esprime la sua intenzione di non voler governare, ben sapendo di essere sempre stato disprezzato dal padre, ma Alicent lo convince del contrario, citandogli le presunte ultime parole di re Viserys.
Nel mentre, Erryk Cargyll, che non approva l'ascesa al trono di un degenerato come Aegon (che ha pure seminato figli bastardi in tutto il Fondo delle Pulci), cerca di far scappare la principessa Rhaenys dalla Fortezza Rossa, ma i due finiscono nella calca della folla, spinta a forza dalle guardie per i vicoli della città, affinché riempia la grande sala della Fossa del Drago. Qui, il Primo Cavaliere Otto, davanti al popolo di Approdo del Re, annuncia la morte di Viserys e l'ascesa al Trono di suo figlio Aegon Targaryen come nuovo re.

Approfittando del trambusto generale, durante l'incoronazione del nuovo sovrano, Rhaenys riesce a dileguarsi nei sotterranei della Fossa del Drago.

Mentre Aegon II, appena incoronato da ser Criston, incita la folla ad acclamarlo nella grande sala, nel pavimento si apre un'enorme voragine da cui emerge Rhaenys, in sella al suo drago Meleys, la quale, dopo aver ridotto alla sua mercé gli usurpatori del Trono, li risparmia e vola via, diretta a Roccia del Drago.
- Durata: 55 minuti
- Altri interpreti: Bill Paterson (Lord Lyman Beesbury), Kurt Egyiawan (Maestro Orwyle), Paul Kennedy (Lord Jasper Wylde), Luke Tittensor (Ser Arryk Cargyll), Elliott Tittensor (Ser Erryk Cargyll), Alexis Raben (Talya), Sean Cernow (Prigioniero smunto nelle Celle Nere), Michelle Bonnard (Sylvi), Oliver Grange (Jon), Paul Hickey (Lord Caswell), Simon Chandler (Alto Septon Eustace), Nina Barker-Francis (Jayne), Tripti Tripuraneni (Bambinaia di Helaena), Miriam Lucia (Lady Fell), Paul Clayton (Lord Merryweather).
- Ascolti USA: telespettatori 1 559 000 – rating 18-49 anni 0,36%[12]

## La regina Nera
- Titolo originale: The Black Queen
- Diretto da: Greg Yaitanes
- Scritto da: Ryan Condal

### Trama
Giunta a Roccia del Drago, la principessa Rhaenys annuncia a Rhaenyra e Daemon la morte di re Viserys e l'usurpazione del principe Aegon. Per lo shock della notizia, Rhaenyra entra in travaglio prima del tempo e, successivamente, dopo atroci sofferenze, ha un aborto, perdendo quella che si rivela essere una bambina.
Daemon, convinto che il fratello sia stato assassinato dagli Hightower per usurpare il Trono, invoca la guerra.
Ser Erryk Cargyll giunge a Roccia del Drago, portando con sé la corona di Viserys, e Rhaenyra viene proclamata Regina dei Sette Regni, con la piccola folla radunata attorno a lei che si inginocchia in segno di fedeltà, compresi i suoi figli, Jacaerys, Lucerys e Joffrey, suo marito Daemon e le sue cugine/figliastre, Baela e Rhaena.
Otto Hightower sbarca a Roccia del Drago, scortato da un manipolo di uomini, per proporre a Rhaenyra i termini di Aegon per una successione pacifica, secondo la linea conciliante voluta dalla regina madre Alicent, offrendole la signoria su Roccia del Drago e la promessa di alti incarichi a corte per lei e il suo seguito. Daemon, però, rifiuta e vorrebbe giustiziare subito il Primo Cavaliere, ma Rhaenyra lo ferma e si riserva di valutare le condizioni proposte, lasciando andare Otto.
In privato, Daemon chiede alla moglie perché non dichiari la guerra e voglia invece negoziare una pace con il nemico. Rhaenyra gli risponde che è suo dovere evitare uno scontro armato, finché è possibile, per mantenere il reame unito e in pace, anche a costo di negoziare con chi l'ha spodestata dal Trono che le spetta di diritto, alludendo al sogno profetico di Aegon il Conquistatore. Daemon, che non ha mai saputo nulla del Canto del Ghiaccio e del Fuoco da Viserys, non vuole sentire ragione e, in uno scatto d'ira, arriva a mettere le mani al collo della moglie.
Nel frattempo, Rhaenys convince lord Corlys Velaryon, in parte ripresosi dopo la grave ferita subita nelle Stepstones, a sposare la causa di Rhaenyra, considerato che, come re, Aegon non darà mai pace ai loro nipoti. Daemon, intanto, progetta di reclutare altri cavalcatori di draghi e richiama anche l'anziano e potente drago Vermithor (cavalcatura del Vecchio Re Jaheaerys I), considerato che le forze dei Neri sono inferiori a quelle dei Verdi e che il numero di draghi a disposizione è quindi essenziale per poter prevalere nello scontro.
Rhaenyra e il Concilio Nero, pur valutando le condizioni poste da Aegon, decidono comunque di inviare in missione quali ambasciatori i principi Jacaerys e Lucerys, in sella ai loro draghi, per chiamare le Case Arryn, Stark e Baratheon a tenere fede al giuramento di fedeltà già prestato alla figlia di Viserys.
A Capo Tempesta, Lucerys incontra quindi lord Borros Baratheon, succeduto al padre Boremund, che però, ritenendosi svincolato dal giuramento del padre, rifiuta di sostenere Rhaenyra in mancanza dell'offerta di un concreto vantaggio. Sul posto è infatti già presente anche il principe Aemond che, su disposizione del fratello Aegon, si è promesso in sposo a una delle figlie di Borros, in cambio dell'appoggio dei Baratheon ai Verdi. La situazione si fa tesa quando Aemond pretende un occhio di Lucerys come punizione per la ferita che quello gli ha inferto da bambino. Lord Borros, però, vieta che l'ambasciatore sia aggredito sotto il suo tetto e permette quindi a Lucerys di partire e andarsene con il suo drago, Arrax. Aemond allora si lancia nella tempesta al suo inseguimento, in groppa all'enorme drago Vhagar, e i due draghi si affrontano ignorando gli ordini dei loro cavalieri, finché il piccolo Arrax ustiona l'anziana Vhagar. Per tutta risposta, Vhagar sfugge ancora al controllo del suo cavaliere e uccide Lucerys e Arrax, squarciandoli in due, causando lo sgomento di un impotente Aemond, che era sì desideroso di vendetta nei confronti del nipote, ma non fino al punto di ucciderlo.
Alla fine, durante una riunione del Concilio Nero, Daemon informa Rhaenyra della morte di Lucerys; la regina, appresa la notizia, si mostra sconvolta e adirata al tempo stesso: la guerra è ormai inevitabile, la "Danza dei Draghi" sta per cominciare.
- Durata: 56 minuti
- Altri interpreti: Anthony Flanagan (Ser Steffon Darklyn), Elliot Grihault (Principe Lucerys Velaryon), Phil Daniels (Maestro Gerardys), Roger Evans (Lord Borros Baratheon), Kurt Egyiawan (Maestro Orwyle), Luke Tittensor (Ser Arryk Cargyll), Elliott Tittensor (Ser Erryk Cargyll), Jordon Stevens (Elinda Massey), Rosie Ede (Levatrice), Max Wrottesley (Ser Lorent Marbrand), Nicholas Jones (Lord Bartimos Celtigar), Bijan Daneshmand (Alto sacerdote), Michael Elwyn (Lord Simon Staunton).
- Ascolti USA: telespettatori 1 846 000 – rating 18-49 anni 0,46%[13]